# Hide and Q
"Hide and Q" är det tionde avsnittet av den första säsongen av science fiction TV-serien Star Trek: The Next Generation. Avsnittet sändes första gången den 23 november 1987. Manuset skrevs från början av Maurice Hurley, men genomgick ett flertal omskrivningar av seriens skapare Gene Roddenberry. Avsnittet regisserades av Cliff Bole, och såg John de Lancie återkomma i rollen som Q.
I det här avsnittet återvänder Q till USS Enterprise efter sitt första möte med besättningen i avsnittet "Encounter at Farpoint". Q transporterar besättningen på bryggan till ett främmande landskap där de attackeras av fientliga humanoider, och erbjuder William Riker (Jonathan Frakes) samma krafter som en medlem i Q-kontinuumet, krafter som han är tvungen att använda för att återuppliva både Worf (Michael Dorn) och Wesley (Wil Wheaton). Riker lovar att aldrig använda krafterna igen, men efter ett räddningsuppdrag bröt han ihop och gav var och en av besättningen på bryggan en önskan, vilka de vägrade att ta emot, vilket ledde till att Riker avsade sig sina nya krafter, och Q återkallas till kontinuumet i sitt misslyckande.
Manusförfattaren Maurice Hurley begärde att han skulle krediteras under pseudonymen C.J. Holland i protest mot Roddenberrys omskrivningar, vilket han senare ångrade. Problemen med avsnittets manusarbete förändrade hur personalen hanterade framtida manusarbete för serien. Bole prisade därefter de Lancies förmågor under inspelningen av avsnittet. Recensenterna ansåg att avsnittet var förutsägbart, men hyllade relationen mellan Q och Picard (Patrick Stewart), och "Hide and Q" fick ett medelbetyg.

## Handling
Rymdskeppet Enterprise är på väg till planeten Quadra Sigma för att hjälpa en grupp kolonisatörer som har fastnat i en metanexplosion när Q dyker upp igen och kräver att de överger sitt uppdrag för att tävla i ett spel. Han teleporterar iväg William Riker och resten av besättningen på bryggan, förutom kapten Jean-Luc Picard, till ett bart landskap och framträder framför dem iförd en marskalksuniform från Napoleons Frankrike. Han förklarar att spelreglerna är att hålla sig vid liv, och efter att Yar (Denise Crosby) vägrar att tävla, transporter han henne tillbaka till bryggan ombord på Enterprise till ett "utvisningsbås".
Q återvänder även han till bryggan, för att tala med Picard och föreslå en vadslagning. Han förklarar att Q-kontinuumet testar kommendörkapten Riker för att se om han är värd att erbjudas Q:s krafter. Samtidigt attackeras Riker och hans team av vad löjtnant Worf beskriver som "ondskefulla djursaker" som bär franska soldatuniformer från Napoleonkriget och är beväpnade med musköter som avfyrar energikulor istället för vanliga kulor. Q återvänder till Riker och berättar för honom att han har gett honom kontinuumets krafter, och Riker teleporterar omgående sina besättningskamrater tillbaka till skeppet, men stannar själv kvar med Q för att slutligen avvisa dessa krafter. Q transporterar tillbaka besättningen, denna gången utan vapen och med Picard. Besättningen attackeras än en gång av utomjordingarna, och både Worf och Wesley Crusher dödas. Riker accepterar Q:s krafter och transporterar återigen besättningen tillbaka till bryggan, samt återupplivar både Worf och Wesley.
Riker lovar Picard att aldrig mer använda sig av sina krafter och skeppet anländer sedan till Quadra Sigma. Ett räddningsteam transporteras ner och upptäcker en ung flicka som har avlidit. Riker frestas att rädda henne, men vägrar i slutändan att göra så av respekt för sitt löfte. Dock visar han tecken på ånger över sitt beslut, vilket han för fram till kaptenen. En spänning börjar att växa mellan Picard och dennes försteofficer, då Riker verkar omfamna sina krafter. På förslag från Q, använder Riker sina krafter för att ge sina vänner vad han tror de vill ha, han gör Wesley vuxen, ger La Forge (LeVar Burton) sin syn tillbaka, samt skapar en kvinnlig klingon som sällskap åt Worf. Alla avvisar emellertid sina gåvor och Picard förklarar att Q har misslyckats med att locka en människa att gå med i Q-kontinuumet och påminner Q om deras vad. Q återkallar Rikers krafter och tvångsåterkallas till kontinuumet i sitt misslyckande.

## Produktion

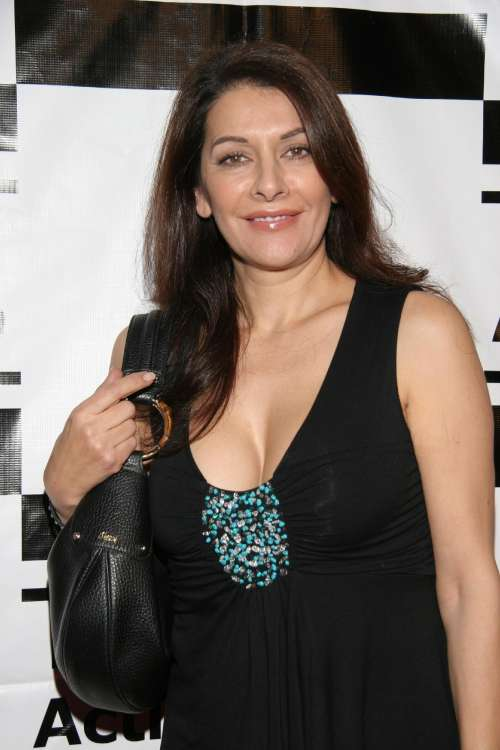
Avsaknaden av hennes rollfigur i detta och andra avsnitt i säsong ett ledde till att Marina Sirtis trodde att hon skulle skrivas ur serien.

Manusförfattaren Maurice Hurley begärde att hans bidrag till avsnittet skulle krediteras under namnet C.J. Holland på grund av antalet omskrivningar som utfördes av seriens skapare Gene Roddenberry. Hurley beskrev senare situationen som ett "missförstånd" då situationen löstes i slutändan och visade sig vara en vändpunkt för hur seriens manus producerades. Därefter tillbringade Roddenberry mindre tid med att genomföra detaljerade omskrivningar. En del av elementen i Hurleys originalmanus expanderade bakgrunden till Q:s ras, där det förklarades att det endast fanns tre Q, men ytterligare hundra tusen invånare på deras planet som behövde förflyttas eftersom planeten var döende. Dessa element togs dock inte med i framtida avsnitt. Avsnittet markerade återkomsten av John de Lancie som Q. Cliff Bole återvände som regissör till serien och vetandes om att de Lancie skulle medverka som Q, tittade han på "Encounter at Farpoint" i syfte att bibehålla Q:s ton. Han fann efter att inspelningen börjat att hans efterforskning inte behövdes, då de Lancie naturligt föll in i sin gamla roll. Bole beskrev senare avsnittet som "mycket roligt" och de Lancie som "en glädjande och kreativ kille att jobba med". De Lancie kom senare att återvända i den andra säsongens avsnitt "Q Who". Samtidigt fick avlägsnandet av rollfiguren Deanna Troi från detta avsnitt tillsammans med tre andra avsnitt skådespelerskan Marina Sirtis att tro att det var dags för henne att skrivas ut ur serien. Elaine Nalee gästskådespelade som en kvinnlig överlevare, medan William A. Wallace medverkade som den vuxne Wesley Crusher.
Avsnittets tema, som handlade om en människa som får gudaliknande krafter, är ett återkommande tema från Star Trek: The Original Series, där det har använts i flera avsnitt, däribland det andra pilotavsnittet "Where No Man Has Gone Before" och "Charlie X". Det mest liknande avsnittet från TOS är "Plato's Stepchildren", där rollfiguren Alexander även han avvisar gudalika krafter på ett liknande sätt som Riker i "Hide and Q". Samma tema skulle återigen tas upp igen i den sjätte säsongens avsnitt "True Q".

## Mottagande och utgivning
Avsnittet sändes från början i USA den 23 november 1987. Flera recensenter såg om Star Trek: The Next Generation efter det att serien hade avslutats. Keith DeCandido från Tor.com tyckte att handlingen var förutsägbar och beskrev Rikers roll som mycket stereotypt skriven, och menade att den var "så målad efter nummer att färgen praktiskt taget droppar från skärmen". Han prisade relationen mellan Q och Picard, där han påpekade att de Lancie hade så "roligt i rollen att avsnittet i sig också är roligt, trots sina brister". Han gav "Hide and Q" en femma i betyg av tio möjliga. Zack Handlen såg om avsnittet för A.V. Club, och tyckte det var ett exempel på ett avsnitt där TNG undviker karakterisering till förmån för en moralitetslek. Han tyckte att avsnittet var en enda röra, och att höjdpunkterna var när Picard reciterade Shakespeare och de napoleanska monstren. Han gav avsnittet betyget C-.
Skådespelaren Wil Wheaton recenserade avsnittet för Huffington Post efter seriens slut, där han beskrev John de Lancie i dennes roll som Q som "briljant rollbesättning och mästerligt skådespel", och tyckte överlag att avsnittet påminde om originalserien och hade några bra punkter. Han tyckte dock att manuset fick rollfigurerna att ibland föreläsa för tittaren, utifrån föreställningen om att ultimat makt kommer att leda till korruption. Han gav avsnittet betyget B-.
Den första utgivningen av "Hide and Q" var på VHS-kassett den 1 juli 1992. Avsnittet inkluderades senare i den första säsongens DVD-box, som gavs ut i mars 2002 samt i boxen Star Trek: Q från fan collection-serien. Den släpptes som en del av den första säsongens Blu-raybox den 24 juli 2012.